# Saint-Brais
Saint-Brais (antiguamente en alemán Sankt Brix) es una comuna suiza del cantón de Jura, localizada en el distrito de Franches-Montagnes. Limita al norte con la comuna de Clos du Doubs, al este con Saulcy y Haute-Sorne, al sur con Lajoux y Montfaucon, y al oeste con Les Enfers y Montfaucon.

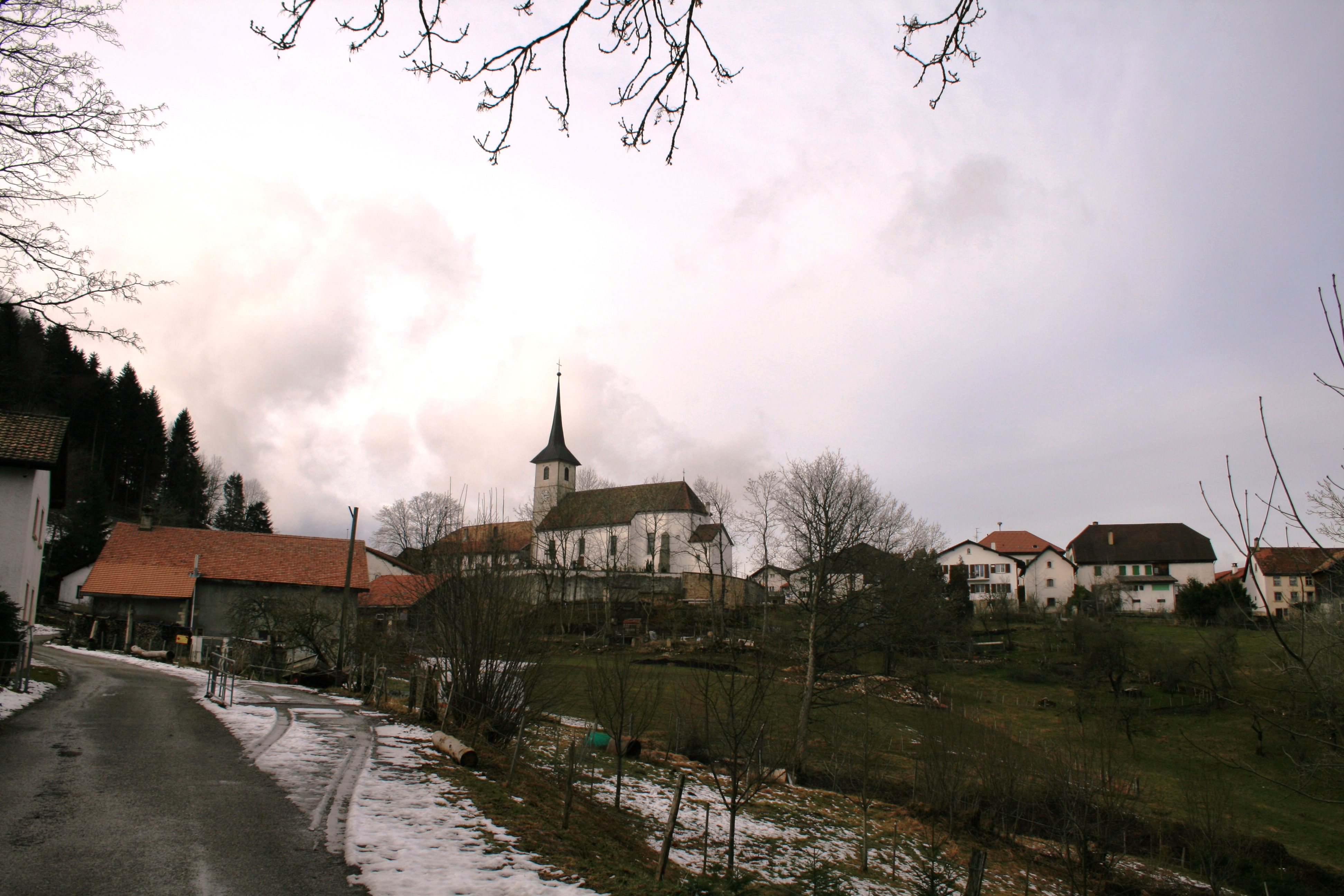
Vista de Saint-Brais